# Немечек, Вацлав
Ва́цлав Не́мечек (чеш. Václav Němeček, родился 25 января 1967 в Градец-Кралове) — чехословацкий и чешский футболист, ныне футбольный агент.

## Карьера

### Клубная
Воспитанник школы «Спартака» из города Градец-Кралове. Карьеру начал в пражской «Спарте», дебютировав там в возрасте 18 лет и став игроком основы. В сезоне 1987/88 в 30 играх забил 12 голов, став лучшим бомбардиром команды. В 1992 году его выкупила французская команда «Тулуза», но в сезоне 1993/94 она вылетела из Лиги 1. За время выступлений он сыграл 60 игр и забил два гола. В 1995 году Немечек перешёл в швейцарский Серветт, но не закрепился в его составе, и в 1997 году ему пришлось вернуться обратно в «Спарту». Через год он отправился в Китай играть за «Далянь Ваньда». В 2000 году он вернулся в Прагу и получил предложение от американского «Чикаго Файр», но решил не переходить туда из-за проблем с коленом, после чего объявил о завершении карьеры. Сейчас работает футбольным агентом.

### В сборной
Дебютировал 27 апреля 1988 в матче против СССР (ничья 1:1), отыграл первый тайм и был заменён Алоисом Груссманном. В сборной Чехословакии провёл 40 игр и забил 5 голов, выступил на чемпионате мира 1990. В сборной независимой Чехии отыграл в два раза меньше матчей и только один раз отличился. Последняя игра была 26 июня 1996 в Манчестере на чемпионате Европы против французов. На том турнире Немечек сыграл 4 матча и стал серебряным призёром чемпионата.